# Braunvieh

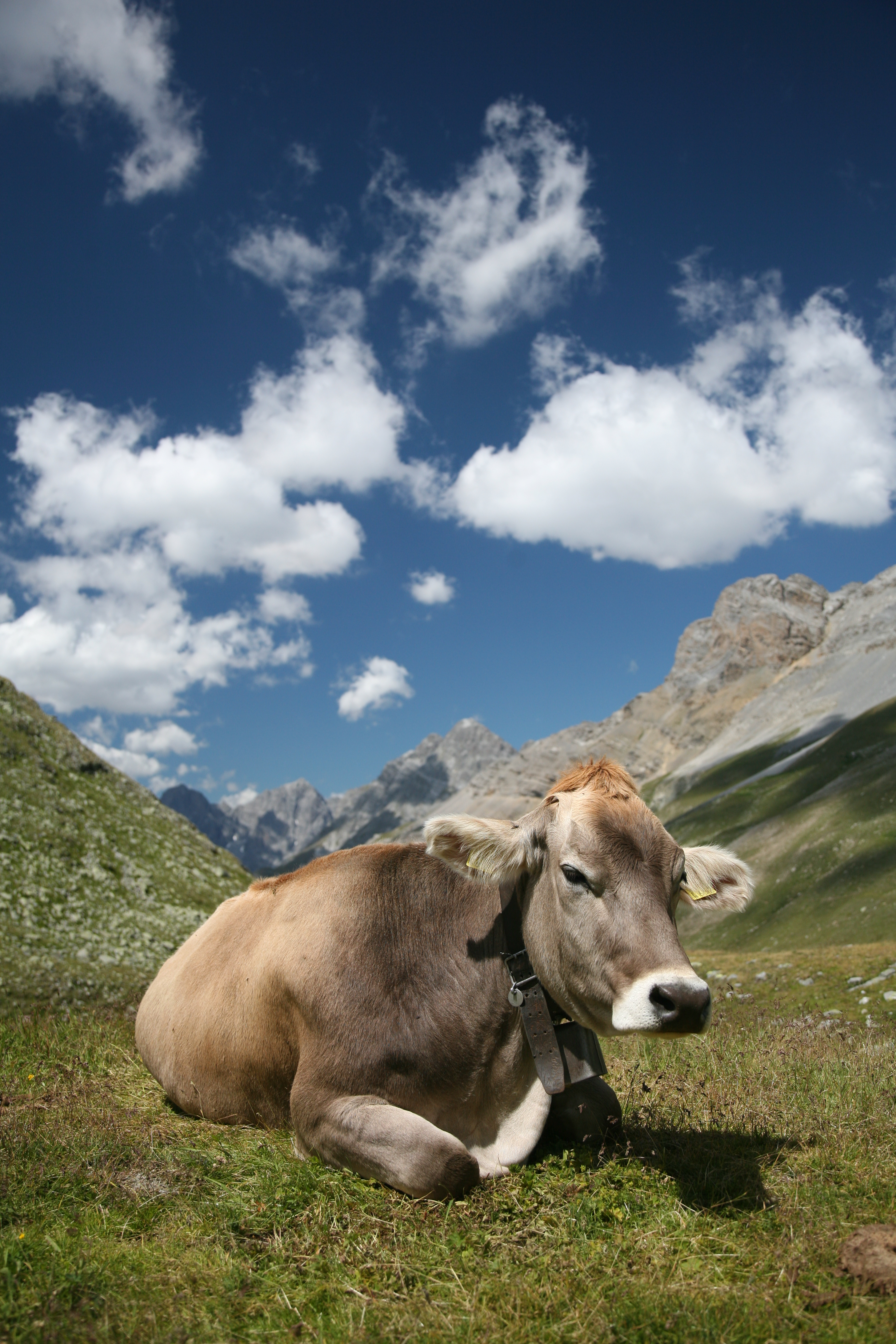
Braunviehko nedanför Fuorcla Sesvenna i Engadin

Brun alpboskap (tyska Braunvieh) är en grupp schweiziska och tyska nötkreatursraser, av vilka Schwyzer, Eringer, Allgäuer och Murnau-Wedenfelser är de viktigaste.
Braunvieh som importerades till Förenta staterna under 1800-talet, är grunden för den moderna aveln av Braunvieh. Sedan 1960-talet har amerikanska kor Brown-Swiss korsats tillbaka in i Braunvieh i  Europa. Braunvieh förekommer förutom i Schweiz framför allt i vissa delar av Österrike och södra Tyskland.
Korna är vanligtvis av olika nyanser av brunt till gråbrunt med ljusare fläckar och en svart mule i ett ljust fält. Deras horn är ljusa med svarta spetsar. 
Braunvieh är kända för sin höga mjölkkapacitet och köttkvalitet. De är också mycket fogliga och lätta att arbeta med. 
I Schweiz förekommer avel av Braunvieh med liten inblandning av blod från den amerikanska Brown-Swiss och de går under benämningen OBV – Original Braunvieh.